# Kikosi Maalum
Kikosi Maalum (« force spéciale » en swahili) est une milice d'exilés ougandais formée en Tanzanie pour lutter contre le régime d'Idi Amin. L'unité est fondée et dirigée par l'ancien président ougandais Milton Obote, et sert de facto comme son armée privée. Elle est commandée par les anciens officiers de l'armée David Oyite-Ojok et Tito Okello. Kikosi Maalum prend part à la guerre Ouganda-Tanzanie, combattant aux côtés de l'armée tanzanienne contre les forces d'Amin. Au cours de ce conflit, dès 1979, la milice est nominalement unifiée avec d'autres groupes rebelles ougandais au sein du Front de libération nationale de l'Ouganda. Après la chute du régime d'Amin et le retour au pouvoir d'Obote, Kikosi Maalum devient le cœur de la nouvelle armée nationale ougandaise.

## Histoire

### Mouvement rebelle d'Obote

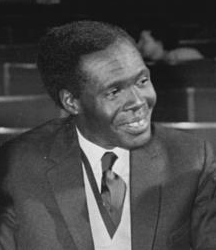
Milton Obote, fondateur de Kikosi Maalum

Milton Obote est président de l'Ouganda jusqu'à ce qu'il soit renversé par Idi Amin lors du coup d'État ougandais de 1971. Obote s'exile alors au Soudan pour préparer son retour au pouvoir. De nombreux soldats de l'armée ougandaise (en) tentent de fuir l'Ouganda pour rejoindre Obote. Des centaines de déserteurs, pour la plupart Acholi et Langi, sont capturés par les forces d'Amin et massacrés. Obote parvient cependant à créer un groupe de guerilla en exil. Un groupe de militants pro-Obote reçoit de la Tanzanie un camp d'entraînement à Kingolwira, où 294 combattants sont rassemblés en août 1971. Une autre faction, plus importante, est située au Soudan. Aidés par les forces armées soudanaises, environ 700 à 1000 exilés ougandais s'entraînent à Owiny Ki-Bul pour préparer une invasion en Ouganda. Le gouvernement soudanais et le gouvernement d'Amin concluent un accord en mai 1972, après quoi Obote et ses forces doivent quitter le pays. Ils partent tous en Tanzanie, mais en chemin, beaucoup meurent ou tombent malades en raison des conditions de transport insalubres .
Obote continue à organiser un mouvement de résistance contre Amin en Tanzanie. À l'époque, sa faction armée est connue sous le nom de Front de libération du peuple ougandais. Après avoir unifié sa milice avec le groupe de guerilleros de Yoweri Museveni, Obote surnomme leurs forces réunies «l'armée du peuple». Elle tente l'invasion de l'Ouganda de 1972. Les forces d'Obote sont complètement vaincues et l'unité subit de lourdes pertes  dont des centaines de morts.  Les restes de son armée rebelle sont réorganisés. En 1978, l'unité compte environ 600  ou 800 combattants entraînés,  dont la plupart sont d'anciens soldats qui ont fui l'Ouganda en raison des purges ethniques et politiques d'Amin.

### Opérations en tant que «Kikosi Maalum»
Lorsque la guerre ougando-tanzanienne éclate à la fin de 1978, la milice d'Obote agit comme auxiliaire des Forces de défense du peuple tanzanien dans le combat contre l'armée ougandaise (en) d'Amin. À ce stade, ses troupes sont surnommées « Kikosi Maalum ».  Obote utilise Kikosi Maalum et des groupes de guérilla associés pour susciter une révolte contre Amin en Ouganda, mais ces tentatives échouent, notamment lors de la bataille de Tororo (en).  Alors qu'ils avancent vers le sud de l'Ouganda, les militants du Kikosi Maalum persécutent les musulmans de la région d'Ankole et se heurtent à une autre faction rebelle, le Front for National Salvation (en) de Museveni, bien qu'ils soient officiellement alliés.  Le gouvernement tanzanien crée ensuite le Front de libération nationale de l'Ouganda (UNLF) et sa branche militaire, l'Armée de libération nationale de l'Ouganda (UNLA), pour unifier toutes les factions rebelles ougandaises, y compris Kikosi Maalum. L'UNLF est scindée en de nombreuses sous-unités selon les souhaits et les besoins de l'armée tanzanienne. En conséquence, Kikosi Maalum continue à opérer en tant que force distincte. Ses troupes aident les Tanzaniens dans plusieurs batailles contre le régime d'Amin. Pendant la guerre, Kikosi Maalum recrute de nouveaux membres dans les territoires conquis aux forces d'Amin.  La milice est donc le groupe rebelle ougandais le plus puissant de l'UNLA, permettant à Obote de gagner beaucoup d'influence au sein de la Commission militaire de l'UNLF. 
Après la fin de la guerre en 1979, un nouveau gouvernement est formé pour gouverner l'Ouganda, avec Obote officieusement en tête. Il essaie de donner des pouvoirs spéciaux à Kikosi Maalum qui est devenue son armée privée . L'unité compte environ 5 000 combattants en septembre 1979.  Ces troupes deviennent le noyau de la nouvelle armée nationale ougandaise. Après le retour officiel d'Obote au pouvoir en tant que président à la suite des élections générales ougandaises de 1980 (en), des groupes d'opposition se rebellent et doivent affronter les vétérans de Kikosi Maalum se sont par conséquent battus pour le gouvernement d'Obote lors de la guerre de brousse en Ouganda. Après des années de guerre civile, Obote est renversé par un coup d'État par Tito Okello, à son tour vaincu par Yoweri Museveni en 1986. Les anciens combattants de Kikosi Maalum sont renvoyés de l'armée.

### Postérité
Dans les années 2010, 100 vétérans de Kikosi Maalum forment la Kikosi Maalum Cooperative Society Limited pour défendre leurs intérêts et faire pression pour que le gouvernement reconnaisse leur rôle dans le renversement d'Idi Amin.  Le lobby est dirigé par le lieutenant-colonel Bosco Omure. Le président Museveni et le ministre d'État à la Défense Jeje Odongo donnent respectivement 30 millions et 10 millions de shillings ougandais à l'organisation fin 2014. 